# Josia Topf
Josia Tim Alexander Topf (* 25. April 2003 in Erlangen) ist ein deutscher Para-Schwimmer. Er startet für den Schwimmverein Erlangen, der außerhalb des Behindertensports ein Teil der SSG 81 Erlangen ist. Internationale Erfolge konnte er unter anderem bei den Sommer-Paralympics 2024 in Paris erreichen, darunter je eine Gold-, Silber- und Bronzemedaille.

## Leben
Josia Topf hat von Geburt an einige körperliche Einschränkungen (Dysmelie, TAR-Syndrom, Aplasie beider Kniegelenke). Er besuchte eine inklusive Klasse in der Grundschule Bubenreuth. 2021 legte er das Abitur am Marie-Therese-Gymnasium Erlangen ab. Seit April 2022 studiert er Rechtswissenschaften an der Friedrich-Alexander-Universität Erlangen-Nürnberg.

## Karriere
Mit fünf Jahren brachte ihm sein Vater das Schwimmen bei. Das leistungssportliche Training begann er 2012 beim Schwimmverein Erlangen. Seit 2014 nimmt er an Wettkämpfen teil. 2020 konnte er sich für die Paralympics 2021 in Tokio qualifizieren. Bei den Sommer-Paralympics 2024 in Paris konnte er je eine Gold-, Silber- und Bronzemedaille erreichen. Topf startet in den Startklassen S3, SB3 und SM3.

## Erfolge

### International
- Europameisterschaft 2018: Bronze mit der 4 × 50 m Freistil Mixed-Staffel
- Weltmeisterschaft 2022: Silber über 150 m Lagen, Bronze über 100 m Freistil
- Europameisterschaft 2024: Silber über 150 m Lagen, Silber über 50 m Rücken, Silber über 50 m Freistil
- Paralympics 2024: Gold über 150 m Lagen, Silber über 50 m Rücken, Bronze über 50 m Freistil

### Rekorde
- Weltrekord: 200 m Lagen (Langbahn)
- Weltrekord über 50 m Schmetterling (Kurzbahn)
- Weltrekord über 50 m Schmetterling ( Langbahn ) Europarekord: 50 m Schmetterling, 200 m Lagen (Langbahn), 50 m Freistil und 200 m Freistil, 50 m Rücken, 50 m Schmetterling, 150 m Lagen (Kurzbahn)[4]
- Deutsche Rekorde: 50 m, 100 m und 200 m Freistil; 50 m, 100 m und 200 m Rücken, 50 m Schmetterling, 150 m und 200 m Lagen (Langbahn)[5]

## Auszeichnungen
Am 19. Januar 2019 wurde Josia Topf vom Schwimmverein Erlangen zum „Erlanger Sportler des Jahres 2018“ gewählt aufgrund seiner Leistungen bei den Deutschen Kurzbahnmeisterschaften für paralympische Schwimmer in Remscheid, wo er einen Weltrekord in seiner Startklasse über 50 Meter Schmetterling (00:56,17) aufgestellt hat.
Topf erhielt den Bayerischen Sportpreis 2020 in der Kategorie „Bester Nachwuchssportler“, die Laudatio hielt die Weltklasse-Schwimmerin Britta Steffen.
Im Jahr seiner paralympischen Erfolge 2024 wurde er erneut zum Sportler des Jahres 2023 gewählt. Im November 2024 erhielt er das Silberne Lorbeerblatt.